# Азогес
Азогес (шп. Azogues) је град у Еквадору, и главни је град кантона Азогес. Налази се на надморској висини од 2,518 m (8,261 ft)
Становништво Азога је око 40.000.
Град Азогес се налази на 2.518 метара надморске висине (8.261 стопа), има 39.848 становника, просечна температура је 17 °C (63 °F). Град је познат и по индустрији панамских шешира (хипи хапа). Шешири се производе првенствено за извоз.
Град је основао Гил Рамирез Давалос 4. октобра 1562. године. Првобитно је био део старог града Куенка а 1775. је унапређен у статус парохије.

## Религија
Катедрала Сан Франциска је седиште римокатоличке бискупије Азогес (основане 1968. године), одвојене од садашњег митрополита, надбискупије Куенке.

## Транспорт
- Азогес је добро повезан на копну са Куенко путем виа рапида Библиан–Азогес–Куенка, тренутно се проширује на 6 трака. Повезује се са Китом преко пута I35 и са Гвајакилом преко I40, обе новоуређене гране Панамаеричког аутопута.
- Азогес користи регионални аеродром „Марискал Ламар” који се налази у Куенки.

Азогес је главни град провинције Канар и други по величини град у метрополитанској области Куенка са 700.000 становника.